# Open Network Computing
L'Open Network Computing (ONC) è un modello utilizzato per le chiamate a procedure remote.
Il modello si basa sull'interazione remota tra client e server con il primo che effettua la chiamata di procedura remota che prende in ingresso oltre agli argomenti logici anche informazioni sul nome del nodo remoto, sull'identificativo della procedura (ogni procedura ha un suo identificativo univoco) e sulle specifiche di trasformazione degli argomenti (eXternal Data Representation).
È un modello non trasparente all'interno del quale a seguito della chiamata di procedura remota, attraverso la quale avviene la richiesta, nel processo server avviene la chiamata al servizio che produrrà la risposta che verrà in seguito inoltrata dal server stesso al client, che sarà bloccato in attesa della risposta.